# Josep Pomés Valls
Josep Pomés Valls (Santa Coloma de Queralt, 26 d’agost de 1873 – 8 de juny de 1958) va ser un músic i activista cultural català.
Inicia la seva formació a l'escolania de Montserrat. Al monestir coincideix amb el mestre Amadeu Vives, amb qui posteriorment comparteix dispensa a Barcelona. Durant els anys de joventut, exerceix d’organista ocasional a la Basílica de la Puríssima Concepció de Barcelona, acompanyat en algunes ocasions pel violoncel·lista Pau Casals. Pomés forma part de l’Orquestra del Liceu a principis dels anys noranta. S'hi troba treballant el 7 de novembre de 1893, quan l’anarquista Santiago Salvador llença dues bombes Orsini a platea.
Es desconeix cap implicació de Pomés amb la fundació de l’Orfeó Català (1891), si bé mantenia una estreta amistat amb Lluís Millet i Amadeu Vives. La coneixença entre Millet i Pomés possiblement va fer factible la visita de l’Orfeó Català a Santa Coloma de Queralt (1932).
A cavall dels segles XIX I XX abandona l’activitat musical i es desplaça a Canàries com a copropietari d’una empresa d’exportació de fruita. El 1904 consta treballant a Los Cristianos (illa de Tenerife) com a escrivent.
Retornat a Catalunya, s'instal·la a Santa Coloma de Queralt vers 1910. A la seva vila natal participa, des de l’activisme cultural, en múltiples iniciatives musicals. És pianista en les primeres projeccions de cinema mut, músic del grup de sarsueles local, ⁣ col·laborador del Centre Catòlic d’Obrers, organista de l'església parroquial, acompanyant de Joan Tomàs i Joan Amades en la missió que realitzen el 1932 a Santa Coloma el músic i el folklorista en el marc de l'Obra del Cançoner Popular de Catalunya (OCPC), ⁣ i codirector de l'efímer Orfeó de Santa Coloma, ⁣ fundat el 1933. Pomés també col·labora en l’OCPC enviant una partitura arranjada sobre un goig a la Mare de Déu del Roser i també el Ball de la Conca de Rajadell. Reconegut bibliòfil, el 1928 cedeix llibres del convent de Santa Maria de Bell-lloc a la Biblioteca del monestir de Montserrat.
Més enllà de l’àmbit musical, Pomés Valls va estar implicat en la vida socioeconòmica de Santa Coloma del primer terç del segle xx. El 1922 crea la Fàbrica Pomés, especialitzada en la confecció de betes. També és fiscal del jutjat municipal durant molts anys. En el terreny polític, defensa ideals religiosos i catalanistes. El 1934 formava part del Centre Democràtic Catalanista.  Un any més tard, el 8 de juny de 1935, és nomenat regidor de l’Ajuntament de Santa Coloma de Queralt.